# Klingavälsåns dalgång
Klingavälsåns dalgång är ett naturreservat i Lunds och Sjöbo kommuner i Skåne län.
Området är naturskyddat sedan 1968 och är 1 915 hektar stort, vilket gör det till ett av Skånes största naturreservat.  Reservatet omfattar området på båda sidor om Klingavälsån från Sövdesjön till Kävlingeån. Reservatet beskrivs av länsstyrelsen tillsammans med Vombs ängar. 
Reservatet består dels av fuktiga ängsmarker som har stor betydelse som häckningsområde för olika våtmarksfåglar. Vintertid är det rastplats och övervintringsplats för gäss och rovfåglar. 